# Gasthof Alter Wirt (Unterschleißheim)

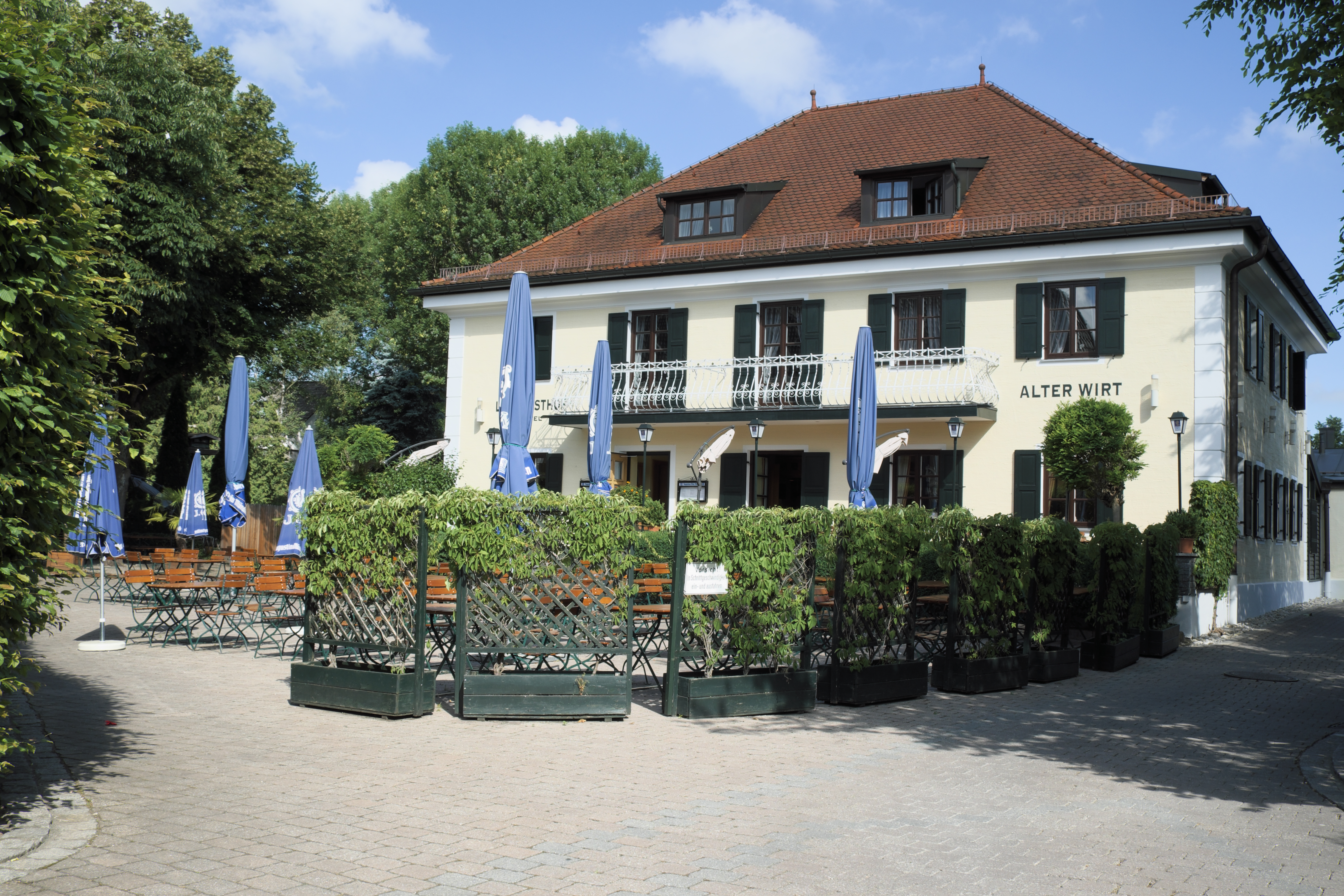
Gasthof Alter Wirt in Unterschleißheim

Der Gasthof Alter Wirt ist ein Gasthof in Unterschleißheim, einer oberbayerischen Gemeinde im Landkreis München. Das Bauwerk ist als Baudenkmal in die Bayerische Denkmalliste eingetragen.

## Beschreibung
Der Gasthof liegt im historischen Ortskern von Unterschleißheim zurückgesetzt von der Hauptstraße unmittelbar nördlich der Alten Kirche St. Ulrich. Er wurde 1920/21 errichtet.
Der zweigeschossige Bau hat einen rechteckigen Grundriss von etwa 17 × 12 Metern und trägt ein Walmdach. Auch das nördlich angebaute eingeschossige Wirtschaftsgebäude trägt ein Walmdach. Vor der zur Kirche hin gerichteten Südseite des Gasthofs liegt ein zur Straße hin mit einer Hecke abgegrenzter Wirtsgarten.